# マーシャル諸島の在外公館の一覧

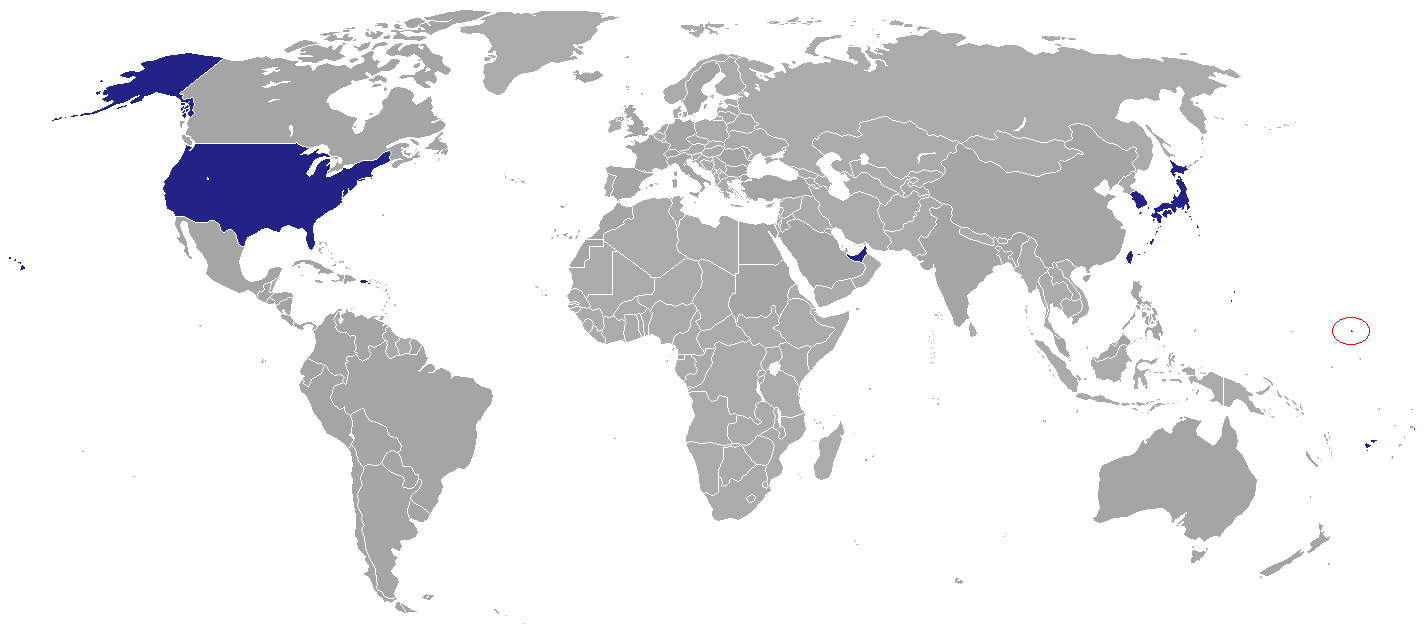
マーシャル諸島の在外公館が設置されている国

マーシャル諸島の在外公館の一覧では、マーシャル諸島共和国が設置している在外公館（外交使節団）を挙げる。マーシャル諸島が開設している在外公館は、非常に数が少ない。

## アジア

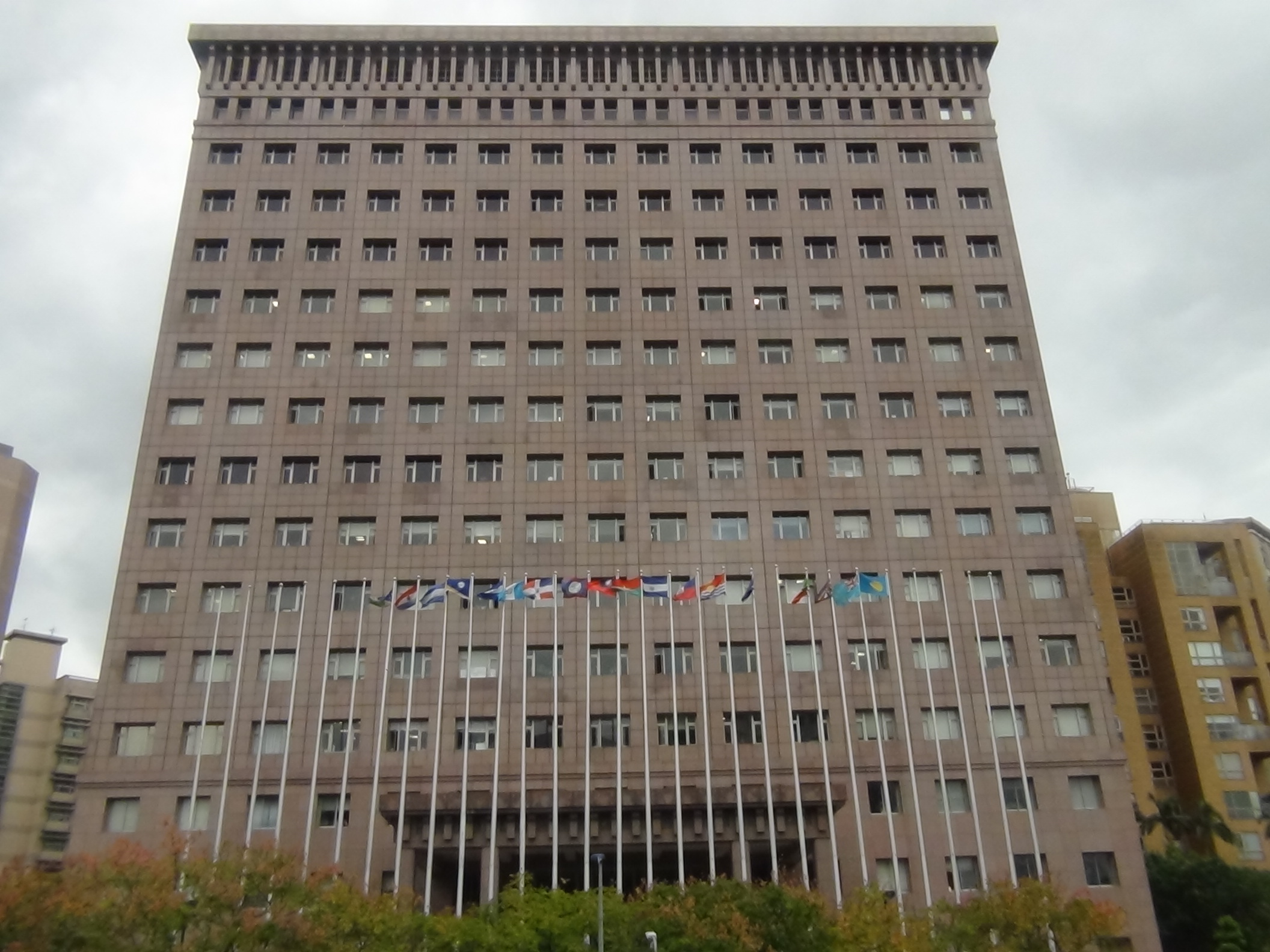
在中華民国マーシャル諸島大使館

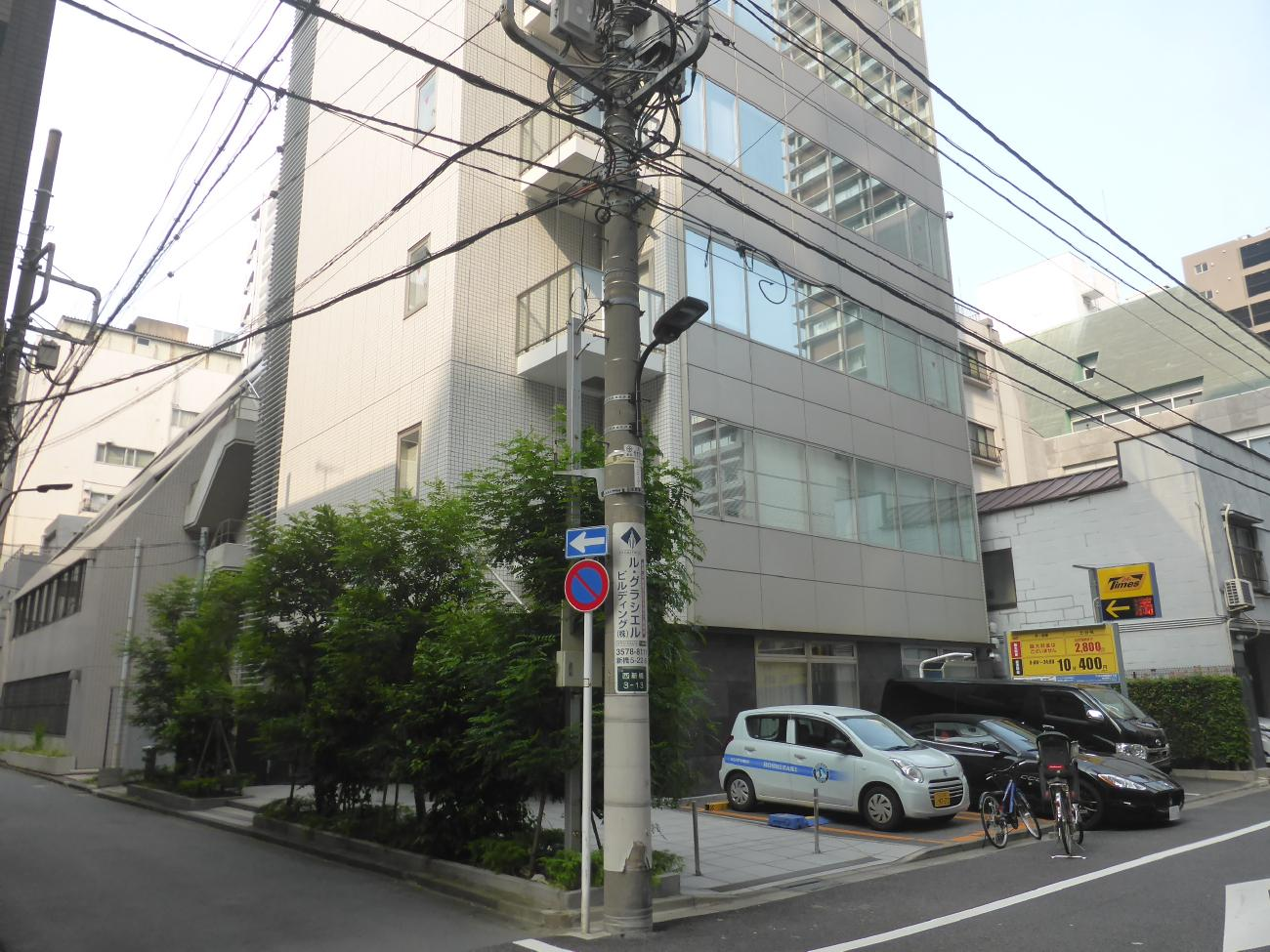
駐日マーシャル諸島大使館

- 大韓民国
  - 在大韓民国大使館（ソウル）[1]
- 中華民国
  - 在中華民国大使館（台北）[2]
- 日本
  - 駐日マーシャル諸島大使館（東京）[3]

## アメリカ
- アメリカ合衆国

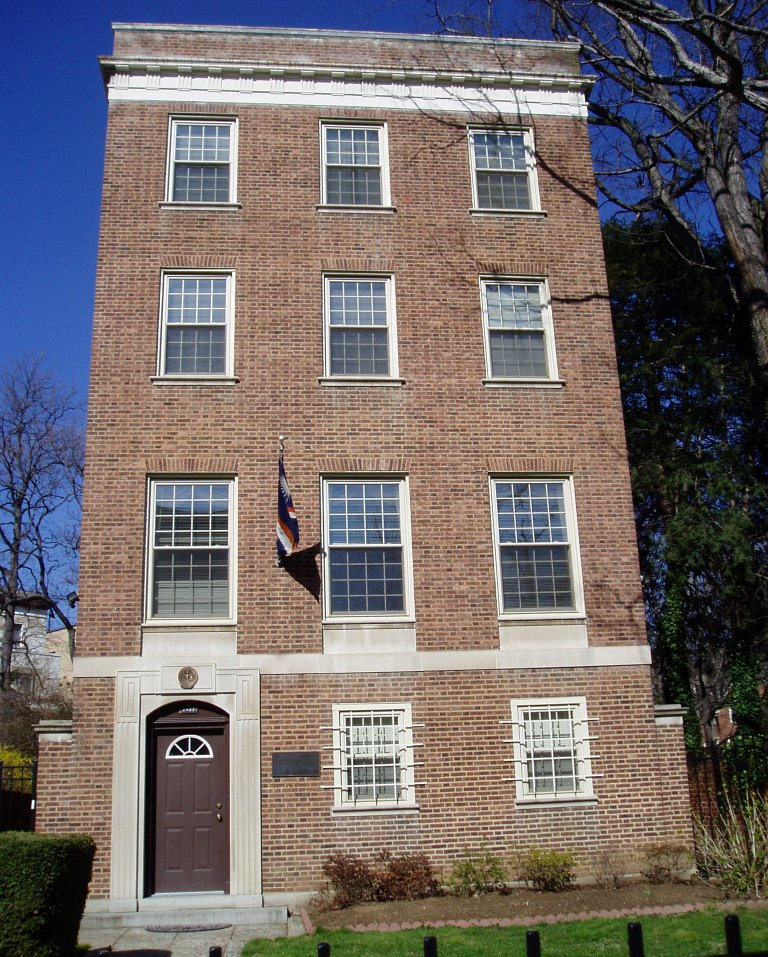
在アメリカ合衆国マーシャル諸島大使館

  - 在アメリカ合衆国大使館（ワシントンD.C.）[4]
  - 在スプリングデール総領事館（スプリングデール）[5]
  - 在ホノルル総領事館（ホノルル）[6]

## オセアニア
- フィジー
  - 在フィジー大使館（スバ）[7]

## 国際機関代表部
- 国際連合
  - 国際連合代表部（ニューヨーク）[8]